# Nāḩiyat al Fuhūd
Nāḩiyat al Fuhūd är ett underdistrikt i Irak.   Det ligger i distriktet Suq Al-Shoyokh District och provinsen Dhi Qar, i den sydöstra delen av landet, 300 km sydost om huvudstaden Bagdad. Antalet invånare är 21 551.